# Vita Mathildis
La Vita Mathildis (Vie de Mathilde) ou Acta Comitissae Mathildis (Actes de la comtesse Mathilde) est une œuvre biographique rédigée en latin à propos de la comtesse Mathilde (1046-1115) qui fut composée entre 1111 et 1116 par l'abbé Donizone de l'abbaye bénédictine Saint-Apollinaire de Canossa.

## Contenu
L'œuvre, que Donizone intitule De principibus Canusinis, est partagée en deux volumes :
- Le livre I, précédé d'une dédicace et de deux prologues, relate en vingt chapitres les événements de la dynastie Canossa, du fils de Siegfried, Adalbert Atton au Xe siècle, jusqu'à la mort de la mère de Mathilde, Béatrice de Lotharingie, en 1076. L'auteur y fait parler directement à la première personne le roc de Canossa.
- Le livre II, précédé également de deux prologues, commence avec la venue du pape Grégoire VII en Lombardie et de celle de l'empereur Henri IV et célèbre les faits et la piété de Mathilde. Le nom de l'auteur de la Vita Mathildis, Donizone, est révélé sous forme d'acrostiche au chapitre 20. Il se termine par un chant sur la mort de la comtesse et une exhortation à Canossa d'accueillir le nouvel empereur Henri IV avec joie.

La biographie de Mathilde est en forme de poème hexamètre avec assonnance interne. Le chapitre I,8 est en distiques.
Les études récentes ont mieux mis en valeur l'auteur bénédictin, jugé auparavant comme piètre versificateur et piètre prosateur. Son style est recherché et riche de références aux auteurs de l'antiquité classique et chrétienne. La Vita Mathildis est une source historique majeure, mais également un panégyrique qui fait silence sur ce qui pourrait déplaire.
Le manuscrit original, gracieusement enluminé, est conservé à la Bibliothèque apostolique vaticane sous la cote Codex Vaticanus latinus 4922. Un fac-similé a été édité en 1984.

## Sources
- (it) Cet article est partiellement ou en totalité issu de l’article de Wikipédia en italien intitulé « Vita Mathildis » (voir la liste des auteurs).